# Wallfahrtskirche Maria Licht
Die katholische Wallfahrtskirche Maria Licht (rätoromanisch: Nossadunna dalla Glisch) steht auf der Terrasse von Acladira, einem Weiler nordwestlich oberhalb Trun in der Surselva im schweizerischen Kanton Graubünden. 

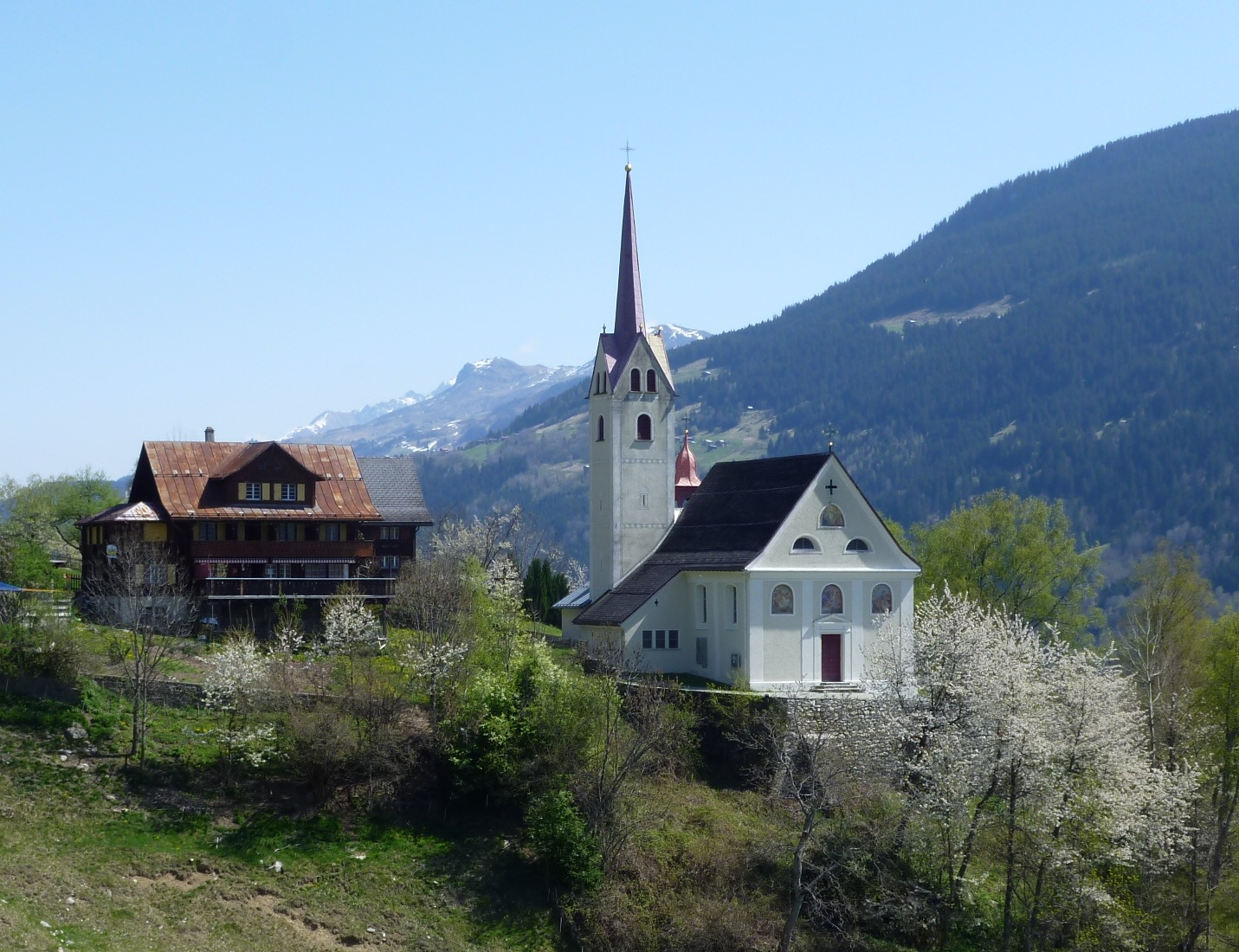
Maria Licht, Ansicht von Westen

## Geschichte
An der Stelle, wo heute die Kirche steht, wird eine vorgeschichtliche Kult- oder Opferstätte vermutet. Prozessionen um einen grossen Findling bis in die jüngere Zeit. Auch die in der Gründungslegende erwähnte und namengebende Lichterscheinung könnte ein Hinweis darauf sein.
Die erste kleine Kirche in Acladira war dem heiligen Sebastian geweiht. Durch eine göttliche Botschaft wurde der Pfarrer veranlasst, die neue Kirche Maria zu weihen. Nach der Grundsteinlegung am 27. April 1663 soll der Hügel durch ein helles Licht erleuchtet worden sein. Die Weihe erfolgte am 4. Juli 1672 durch Bischof Ulrich VI. de Mont zu Ehren der Jungfrau Maria zum Licht. Bereits 1666 wurde die Kirche unter dem Namen Beata Virgo Lucis Montanae erwähnt.
Schon kurz nach der Fertigstellung setzten Wallfahrten ein, die 1681 eine Erweiterung der Kapelle notwendig machten. Der neue Bau mit vier Altären wurde 1684 geweiht. Baumeister war Christian Netg. In den folgenden Jahren wurden die gotischen Bauteile barockisiert und mit Stuck und Blattwerk versehen.

## Bau

### Äusseres

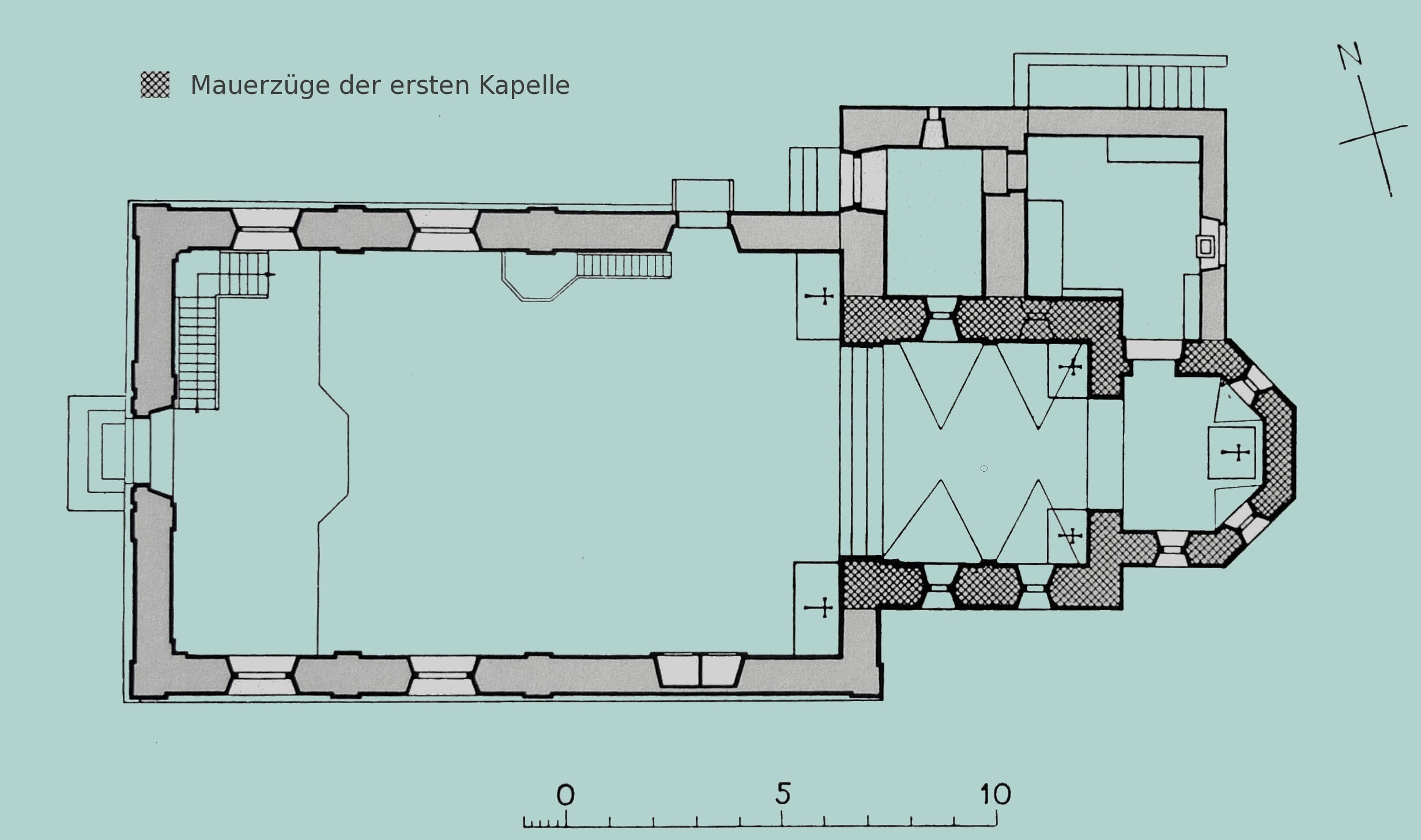
Plan (noch ohne Werktagskapelle)

Die geostete Kirche besteht aus drei Bauteilen: Chor, Vorchor und Schiff. Der heutige Vorchor vor dem eigentlichen dreiseitig geschlossenen Chor bildete das ursprüngliche Schiff der Kapelle von 1672. Das heutige Langhaus entstand 1681 bis 1684. Gleichzeitig entstanden der Glockenturm und die Sakristei im Osten des Turms. Die Werktagskapelle an der Nordwand wurde 1948 angebaut.
Der Kirchturm steht an der Nordseite des Vorchors; die schlanke Spitze wird von einem Spitzhelm über Wimpergen abgeschlossen. Der Dachreiter über dem Chor wird von einer geschweiften Haube gekrönt.

### Innenraum

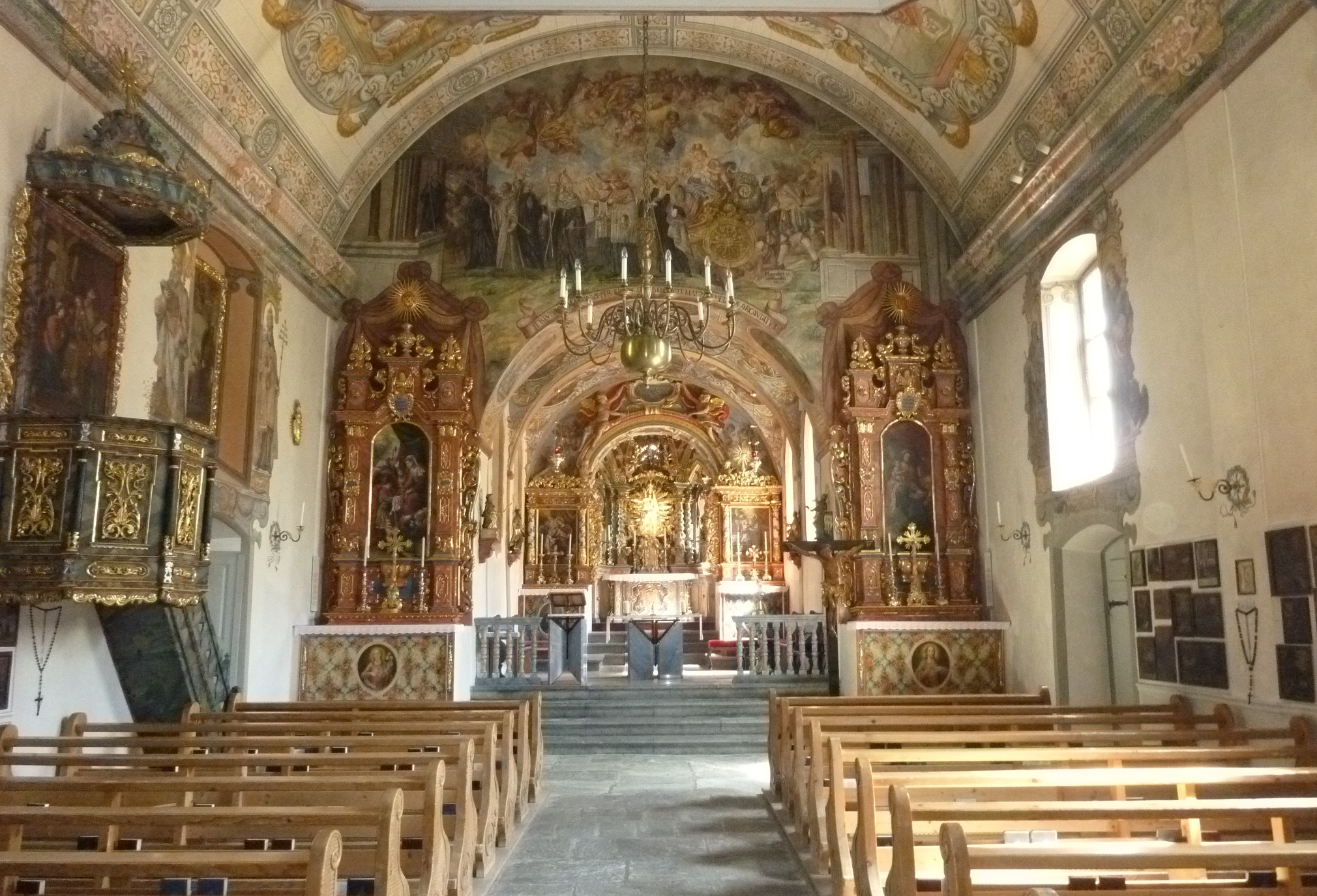
Innenansicht

1687 bis 1690 wurde der Innenraum durch den Kirchenmaler Fridolin Eggert aus dem Kloster Disentis aufwändig ausgemalt; die Malereien gelten als sein Hauptwerk. Bemerkenswert ist das Bild im Chorhimmel, in dem durch das Zusammenfliessen der Milch Marias mit dem Blut ihres Sohnes in der Opferschale ihre Mitwirkung am Werk Christi symbolisiert wird.

Deckenbilder im Chor
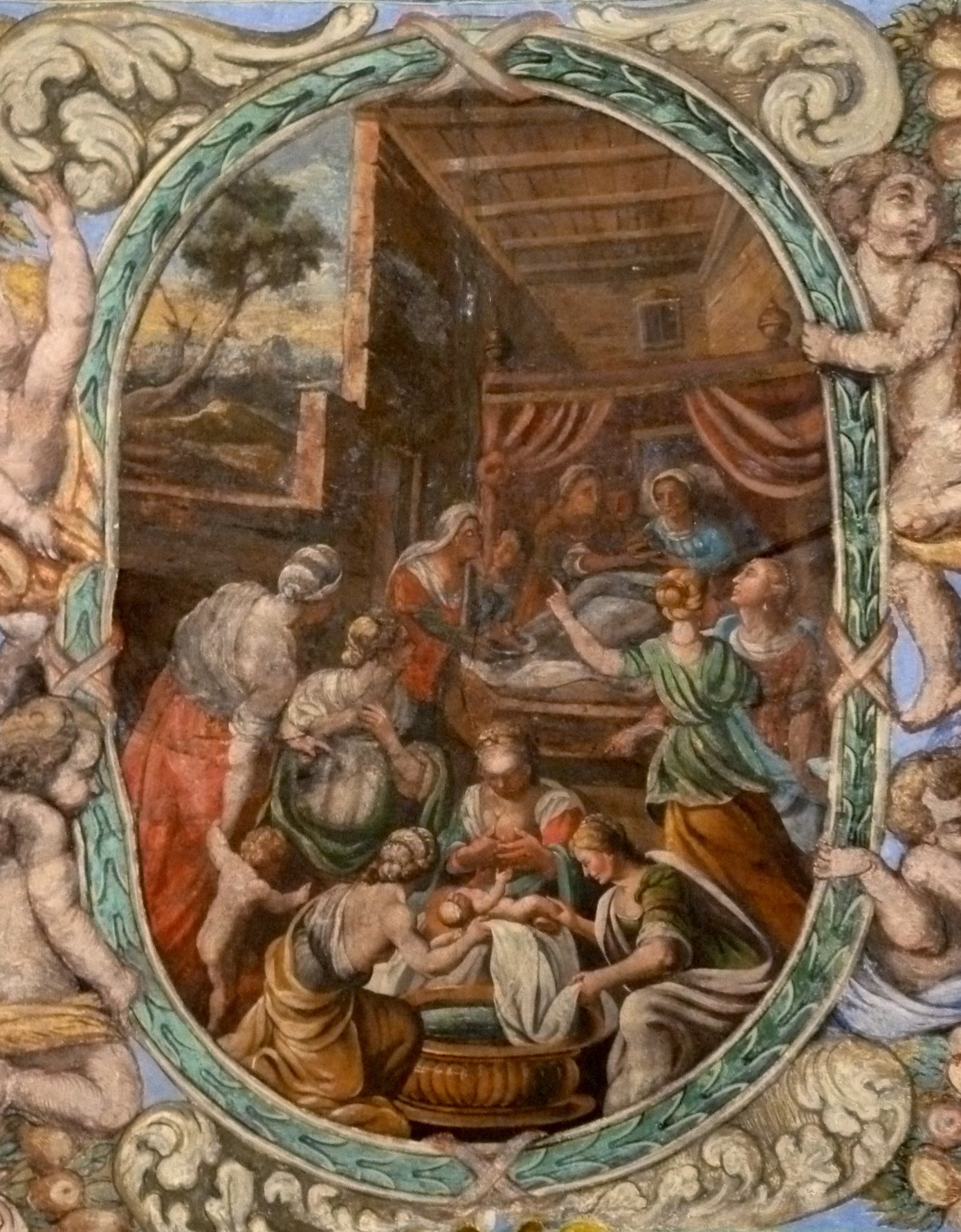
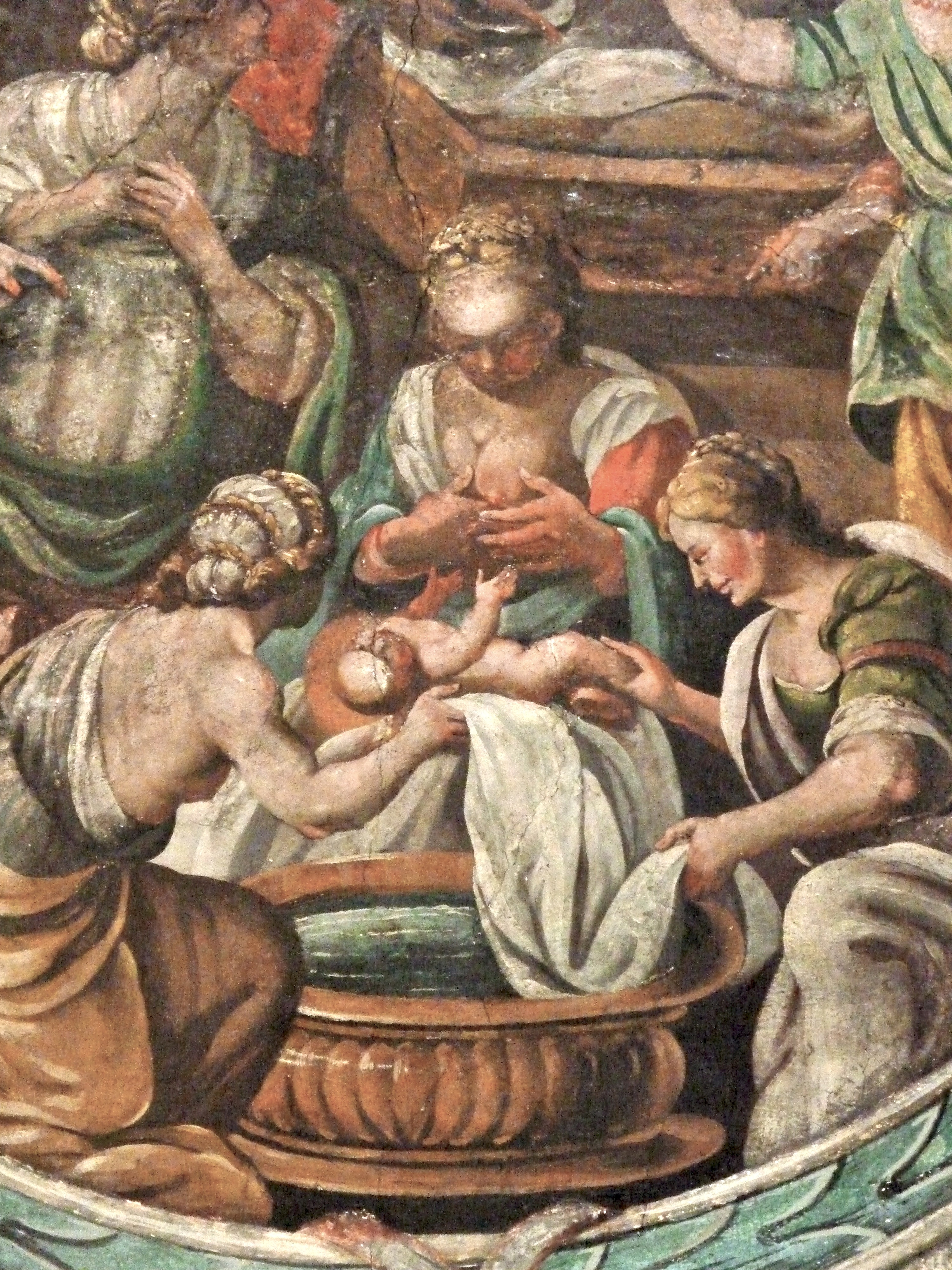
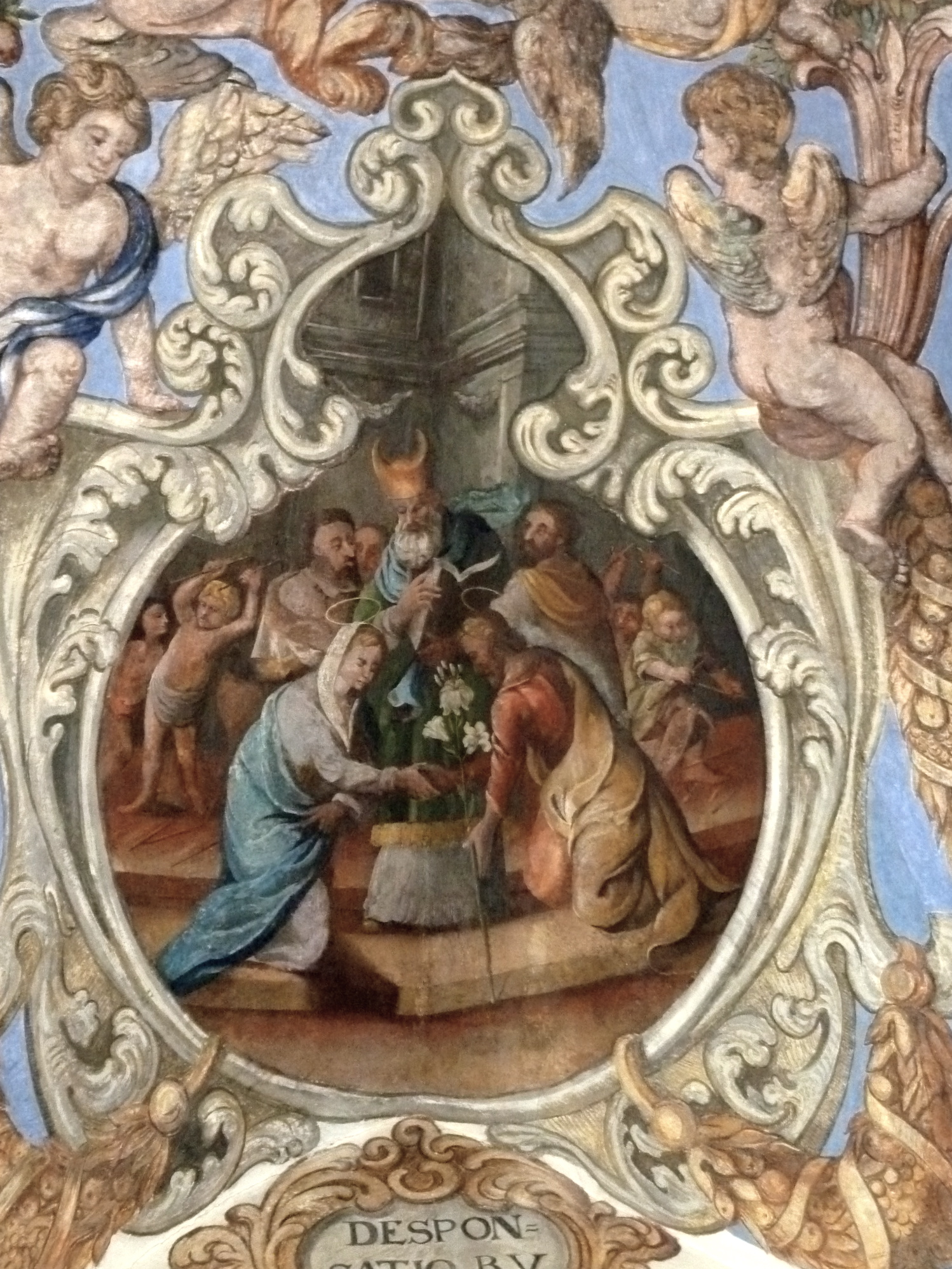
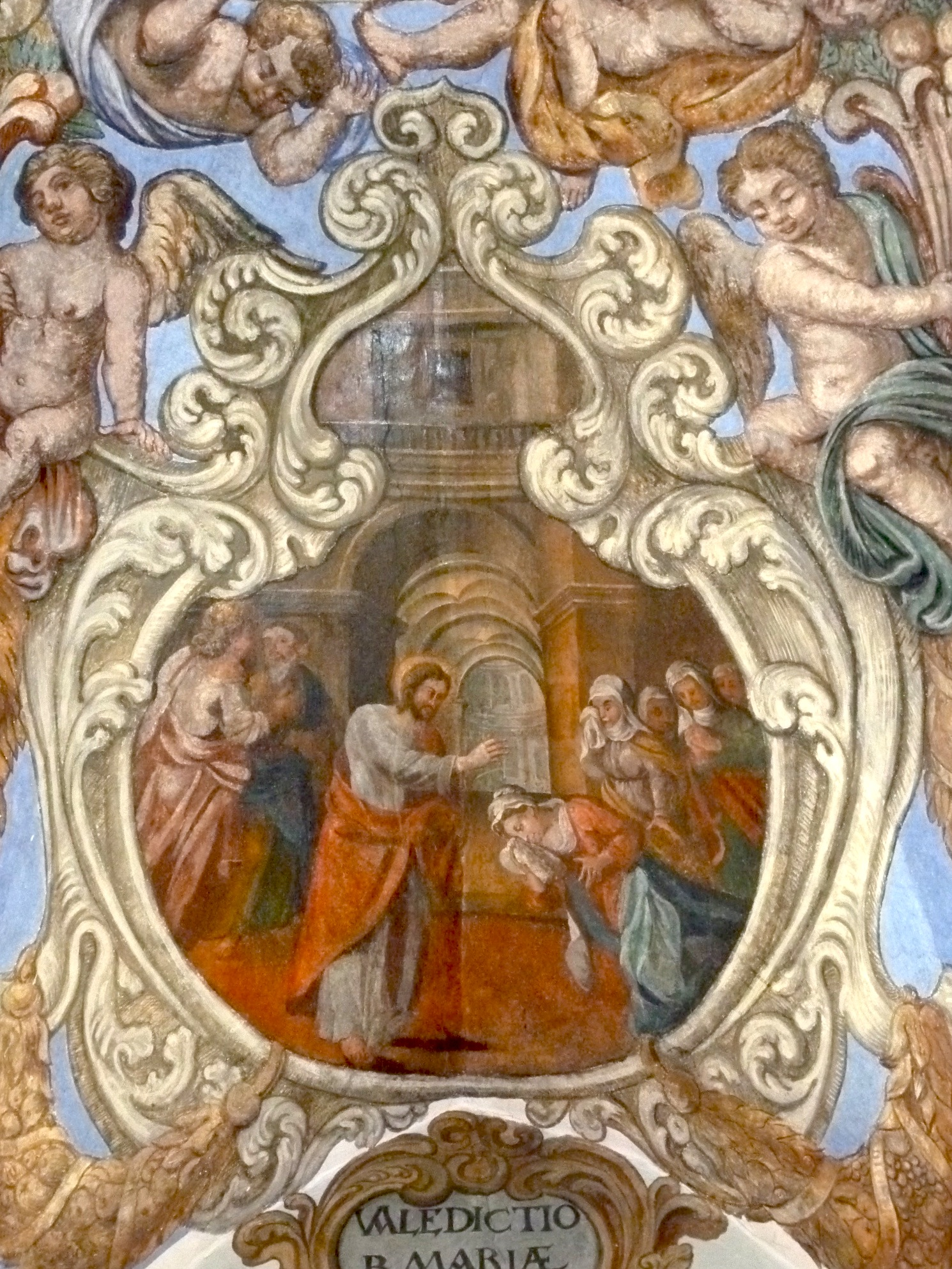

Am 19. Dezember 1948 fiel die Holztonnendecke mit dem Deckengemälde einem Feuer zum Opfer. Die Bilder konnten durch den Restaurator Karl Haag aus Rorschach dank alter Fotografien wieder vollständig hergestellt werden.

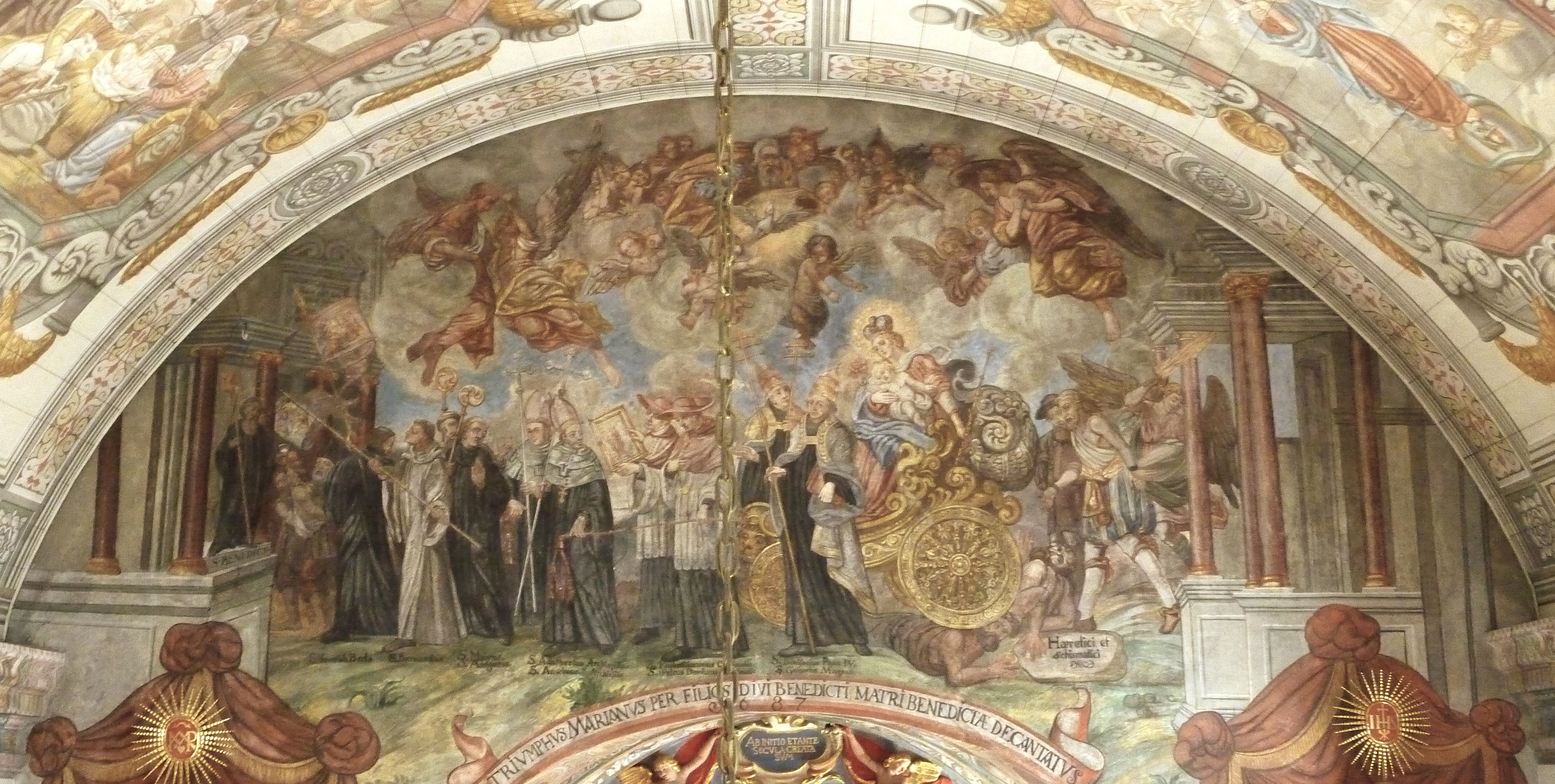
Triumphzug Mariens

Das grosse Fresko am Chorbogen entstand 1687 und dokumentiert die Bedeutung des Benediktinerordens. Es zeigt einen Triumphzug Marias. Der Wagen wird von Benediktinern gezogen; an der Spitze steht der Ordensgründer Benedikt von Nursia. Dahinter folgen in aufsteigender Rangordnung heilige Mönche, Erzbischöfe, Kardinäle und Päpste. Die gefesselten Gefangenen hinter dem Wagen symbolisieren Häretiker und Schismatiker.
Die Fenster des Langhauses sind mit Abbildungen der vier Kirchenväter und Evangelisten geschmückt.

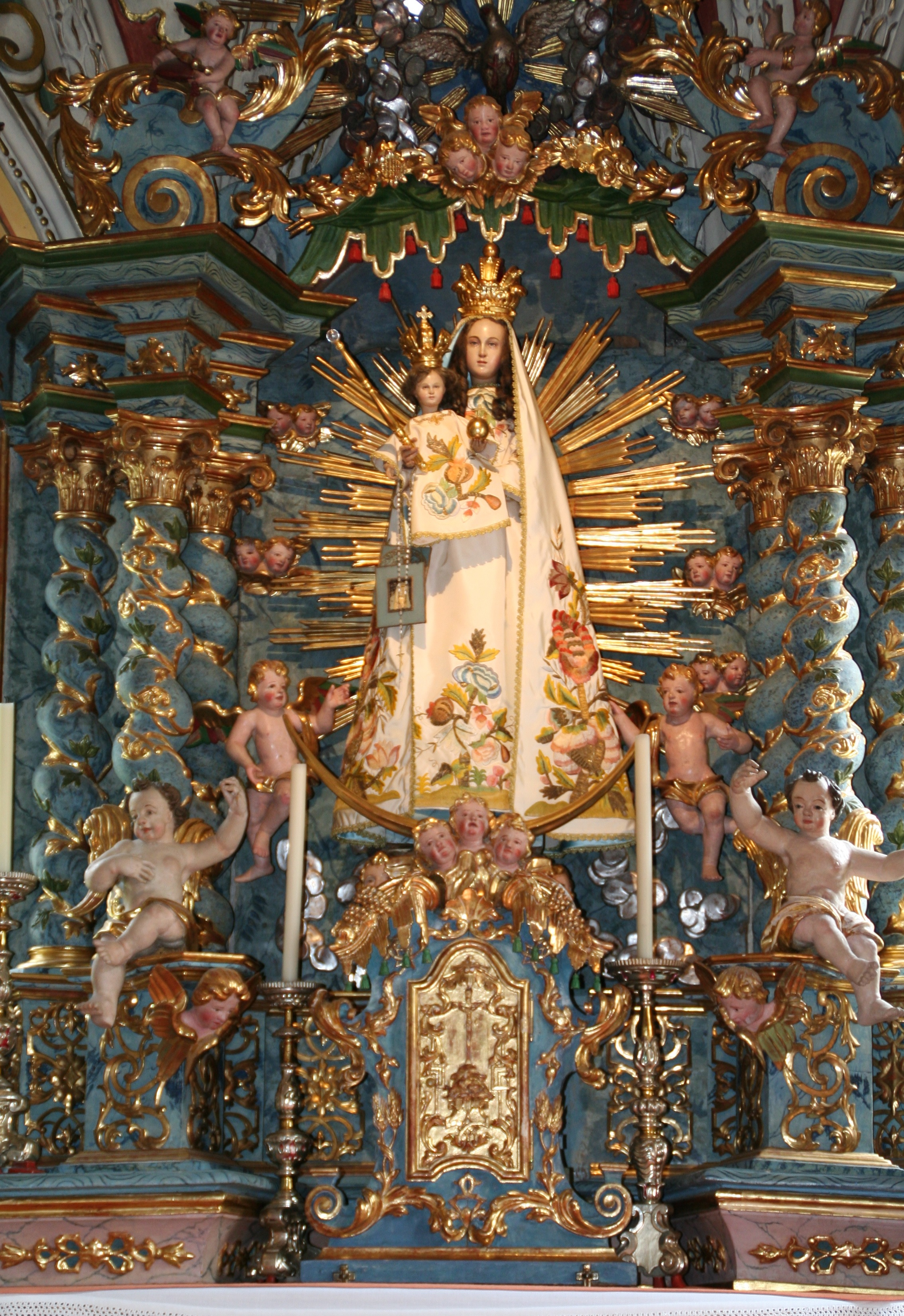
Madonna im Hochaltar

Das ursprüngliche Altarbild des Hochaltars, eine Heimsuchungsszene, wurde im Zusammenhang mit der Kirchenerweiterung von 1681 bis 1684 durch eine bekleidete Madonna ersetzt. In den Nischen stehen Figuren der Heiligen Martin (rechts) und Sebastian (links). Letztere stammt noch aus dem Vorgängerbau in Acladira. Das Bild der Heimsuchung hängt heute in der Werktagskapelle.

Decke
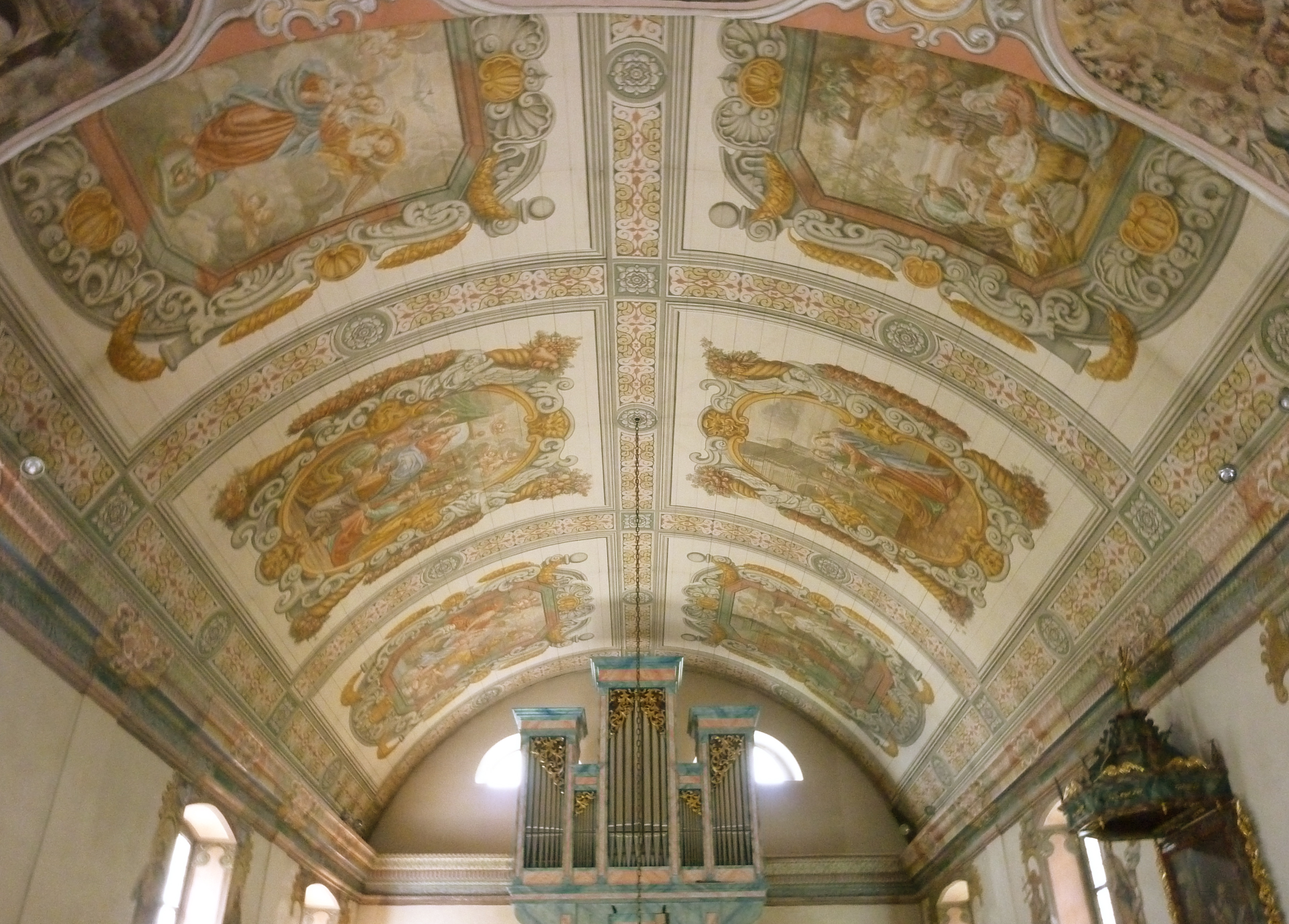
Blick zum Eingang
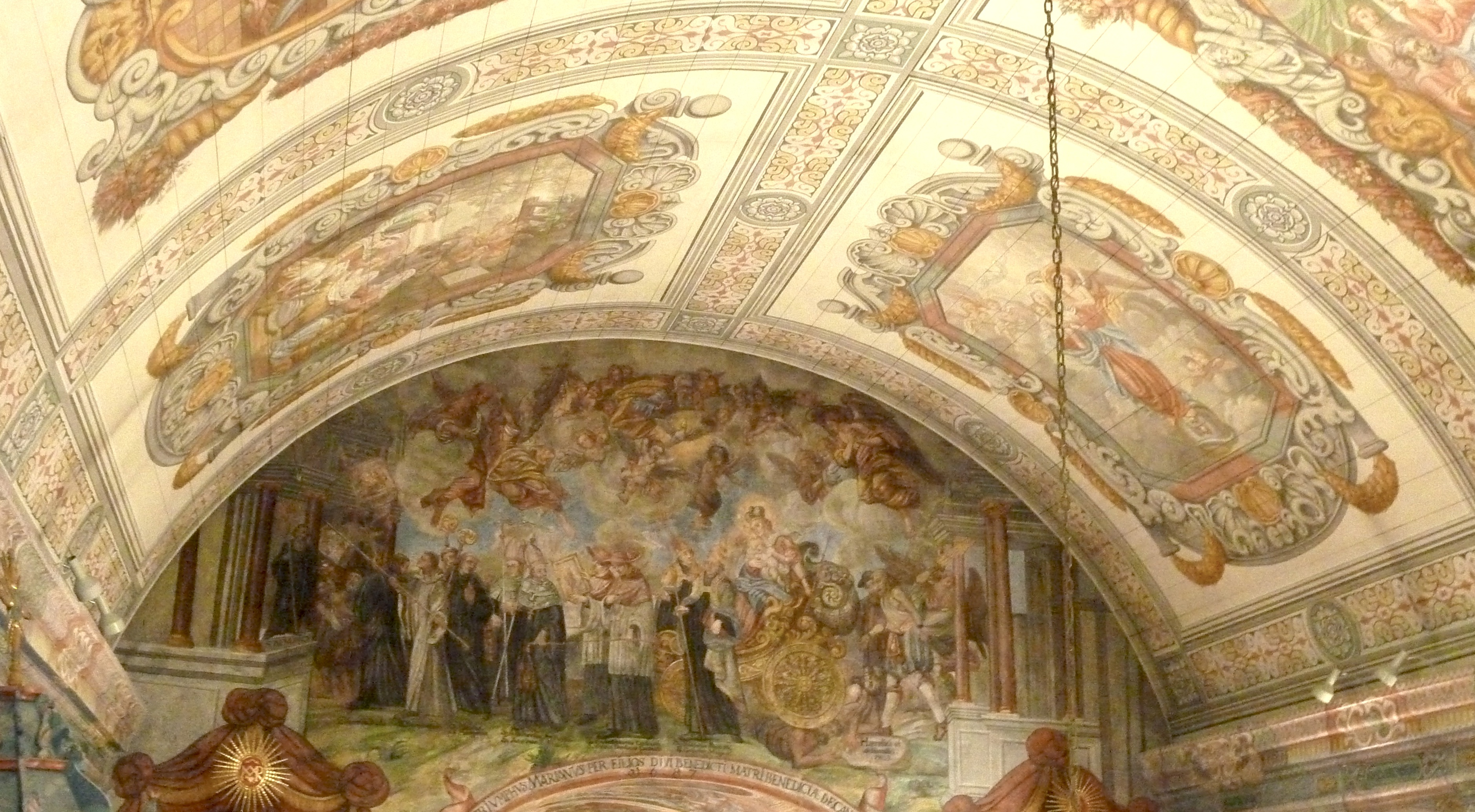
Blick zum Chor
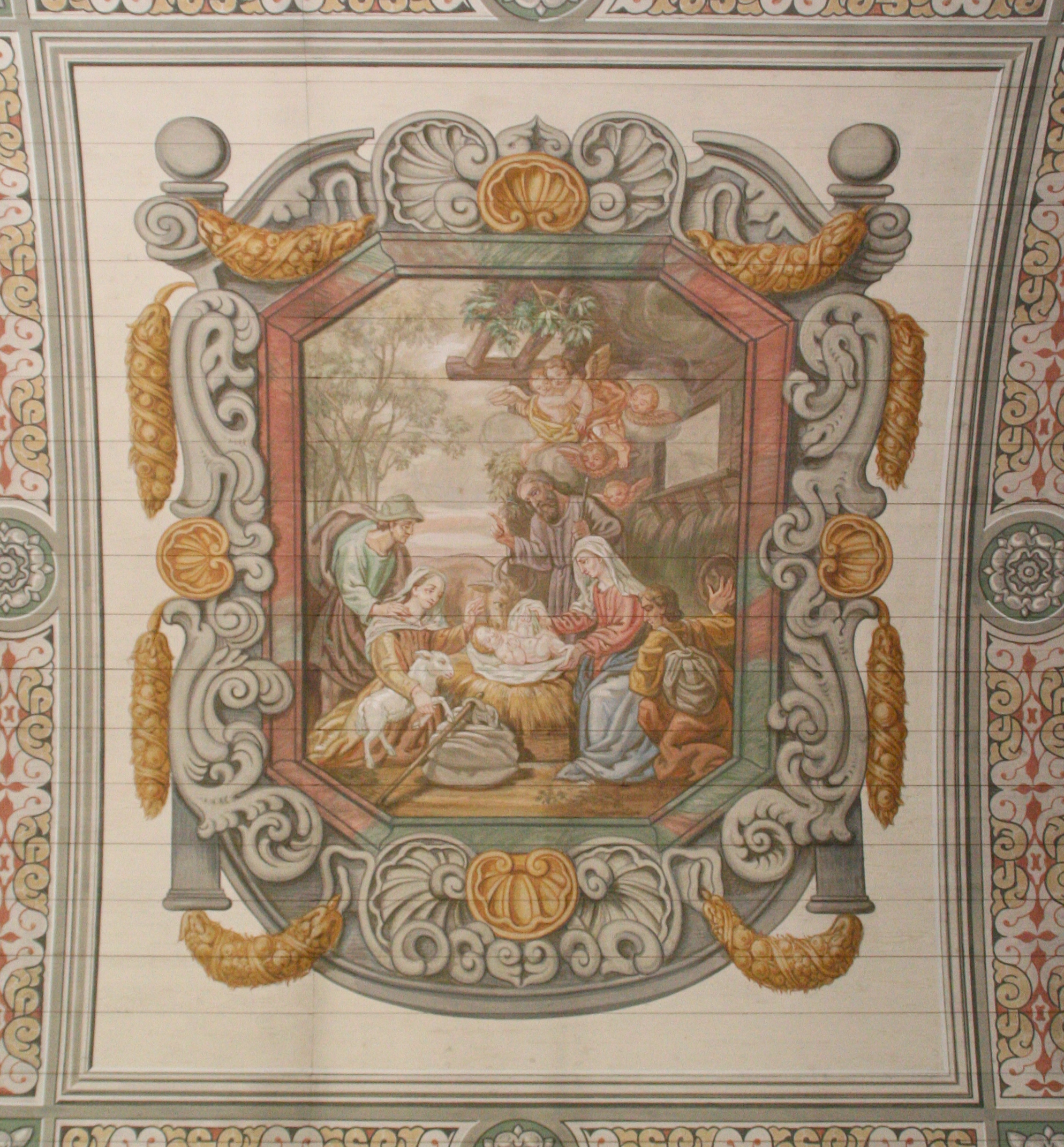
Details: Christi Geburt
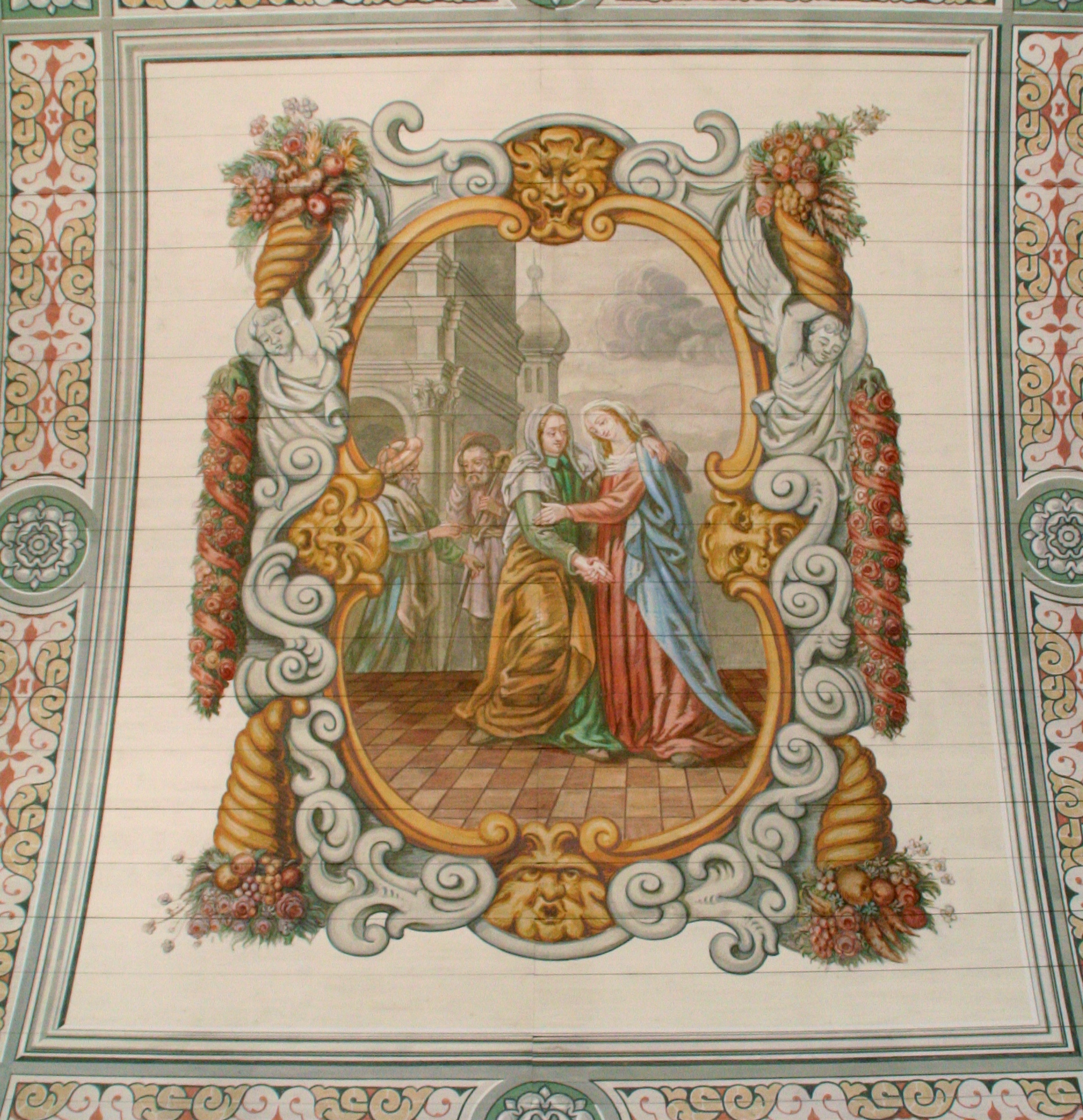
Mariä Heimsuchung

Die beiden Seitenaltäre entstanden nach 1680. Sie zeigen links die Heilige Familie mit Sebastian, rechts Anna und Joachim mit Maria als Kind. 
Als Schöpfer der hölzernen Kanzel von 1684 gilt Bruder Peter Solèr, ein Laienbruder aus dem Kloster Disentis.

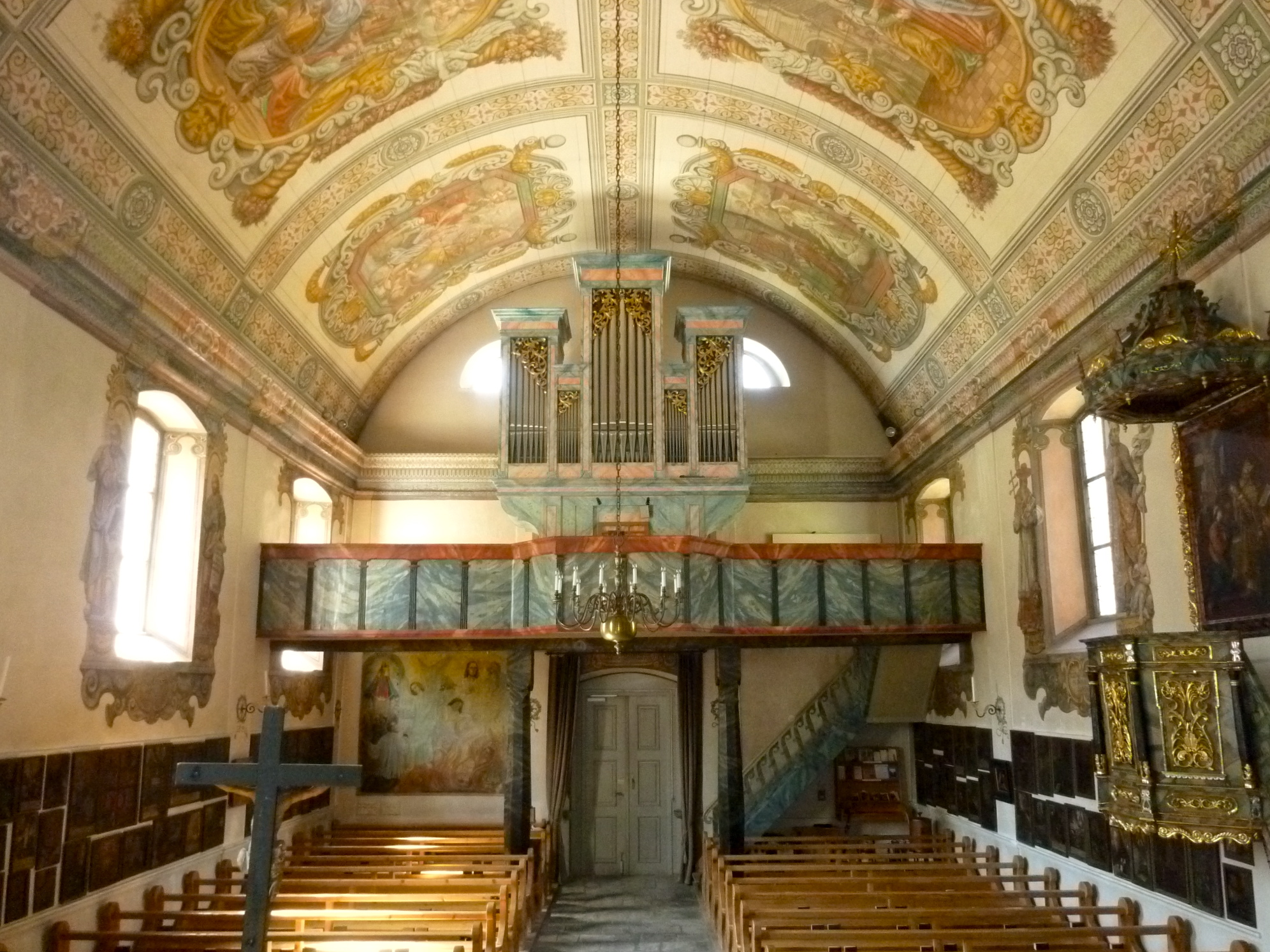
Empore und Orgel

Im Besitz der Kirche Maria Licht ist die grösste Sammlung von Votivtafeln des Kantons Graubünden. Die ältesten stammen noch aus der Erbauungszeit der ersten Kirche um 1664. Auf einigen Tafeln ist der alte Zustand des Hochaltars abgebildet. Das Bild mit der Darstellung des Fegefeuers rechts des Eingangs stammt von Gertrud Januszewski und entstand 1950.
Die Orgel auf der Empore im hinteren Teil der Kirche wurde im Laufe der Jahre mehrfach erneuert; die erste stammte aus dem Jahr 1798, eine weitere folgte 1841. Eine Orgel aus dem Jahr 1930 wurde 1948 beim Brand zerstört, sie wurde 1949 durch ein Instrument der Manufaktur Späth Orgelbau ersetzt. Die heutige Orgel wurde 1993 von der Firma Orgelbau Kuhn aus Männedorf eingebaut. Sie hat einen Umfang von 15 Registern auf zwei Manualen und Pedal.

### Glocken
Die Kirche hat ein dreistimmiges Glockengeläut in der Stimmung g, b und es. Die älteste Glocke stammt aus dem Jahr 1643 und wurde wohl von  Matheus Albert in Chur gegossen. Die beiden anderen entstanden 1867 in der Glockengießerei Grassmayr (Feldkirch). Im Dachreiter über dem Chor hängen zwei kleinere Glocken, ebenfalls von Grasmayr, die nur selten erklingen und nur von Hand geläutet werden können.
Übersicht
| Glocke | Gussjahr | Giesser                    | Gewicht | Schlagton |
| ------ | -------- | -------------------------- | ------- | --------- |
| 1      | 1867     | Gebr. Grassmayr, Feldkirch | 630 kg  | g′        |
| 2      | 1639     | Matheus Albert, Chur       | 390 kg  | b′        |
| 3      | 1867     | Gebr. Grassmayr, Feldkirch | 140 kg  | es″       |